# Петер Шерф
Петер Шерф (нім. Peter Scharf; нар. 15 липня 1953, Бад-Тельц, Баварія, Німеччина) — колишній німецький хокеїст, захисник.

## Кар'єра
Вихованець клубу «Бад Тельц» у складі якого дебютував у Бундеслізі.
Три сезони відіграв у складі СК Берлін, також виступав за «Розенгайм» та «Штраубінг Тайгерс». У 1977 дебютує в складі національної збірної, виступав в її складі також на зимових Олімпійських турнірах 1980 та 1984 років.
Завершив виступи після сезону 1990/91.

## Статистика
|                    | Сезони | І   | Г  | П   | О   | ШХ  |
| ------------------ | ------ | --- | -- | --- | --- | --- |
| 1 Бундесліга       | 15     | 595 | 91 | 116 | 207 | 732 |
| 2 Бундесліга       | 2      | 54  | 14 | 19  | 33  | 62  |
| Національна збірна | 9      | 138 | 5  |     |     |     |